# Кузьмино (Сергиево-Посадский район)
Кузьмино — деревня в Сергиево-Посадском районе Московской области, входит в состав сельского поселения Шеметовское.

## География
Расположена на севере Московской области, в северо-западной части Сергиево-Посадского района, примерно в 34 км к северу от центра города Сергиева Посада, с которым деревня связана автобусным сообщением.
В 14 км восточнее деревни проходит автодорога Р104, в 19 км к западу — автодорога Р112, в 17 км к югу — Московское большое кольцо А108. Ближайший населённый пункт — деревня Филипповское. К деревне приписано садоводческое товарищество.

## История
История возникновения деревни своими корнями уходит в глубину веков. Согласно легенде своё название деревня получила от имени воеводы Кузьмы, который был послан со своим отрядом московским князем в поисках мест, где можно было спрятать московский люд в случае монголо-татарского нашествия.
Была присоединена к Загорскому району (ныне — Сергиево-Посадский район) 7 декабря 1957 года вместе с Богородским, Веригинским, Заболотьевским, Сковородинским, Константиновским, Новошурмовским, Селковским, Хребтовским и Ченцовским сельсоветами.
3 февраля 1994 года Кузьминский сельсовет с центром в деревне Кузьмино как и другие сельсоветы был преобразован в сельский округ.
Решением Московской областной думы № 7/66 от 27 сентября 1995 года к деревне была присоединена территория деревни Караваевка Кузьминского сельского округа.

## Население
| 2002 | 2006 | 2010 |
| ---- | ---- | ---- |
| 728  | →728 | ↗756 |

## Инфраструктура
На данный момент[когда?]

 в деревне Кузьмино имеется:
- Кузьминская общеобразовательная средняя школа
- Детский сад
- Отделение почты
- Клуб детского творчества
- Библиотека
- Фельдшерский пункт
- Несколько продуктовых магазинов.

Также на территории деревни Кузьмино находится «Конный завод имени Комдива П. И. Мощалкова».

## Достопримечательности
- Памятник «Воинам-землякам»